# Andrija Kusanić
Andrija Kusanić (Brežani, 21. prosinca 1940. - Karlovac, 19. ožujka 2003.) hrvatski naivni kipar i slikar.

## Životopis
U Karlovcu je završio srednju šumarsku školu, te se zaposlio u Šumskom gospodarstvu Karlovac (danas Hrvatske šume), gdje je radio do umirovljenja. Bavio se i novinarstvom i fotografijom. Glavna područja zanimanja u umjetnosti su mu skulptura i crtež. Samostalno je izlagao u Hrvatskoj i inozemstvu te sudjelovao na raznim umjetničkim kolonijama. Bio je član Hrvatskog društva naivnih umjetnika.
...likovni rad za mene predstavlja veliku vrijednost, »štangu« za koju sam se držao na relacijama između događanja i razmišljanja, tkivo koje mi je omogućavalo da se ne rasipam kao ljudsko biće. To je i motiv. Ovim radom sam se bavio iz potrebe da se usavršim kao ljudsko biće. Sreća je ako sam izražavajući vlastitu potrebu izrazio i neke univerzalne vrijednosti... (iz intervjua u časopisu Hrvatske šume 5/1992).

## Nagrade
- Taborska listina Trebnje, Slovenija (1977)
- Prva nagrada Karlovačke likovne jeseni (1980)